# St-Erasme (Ajaccio)

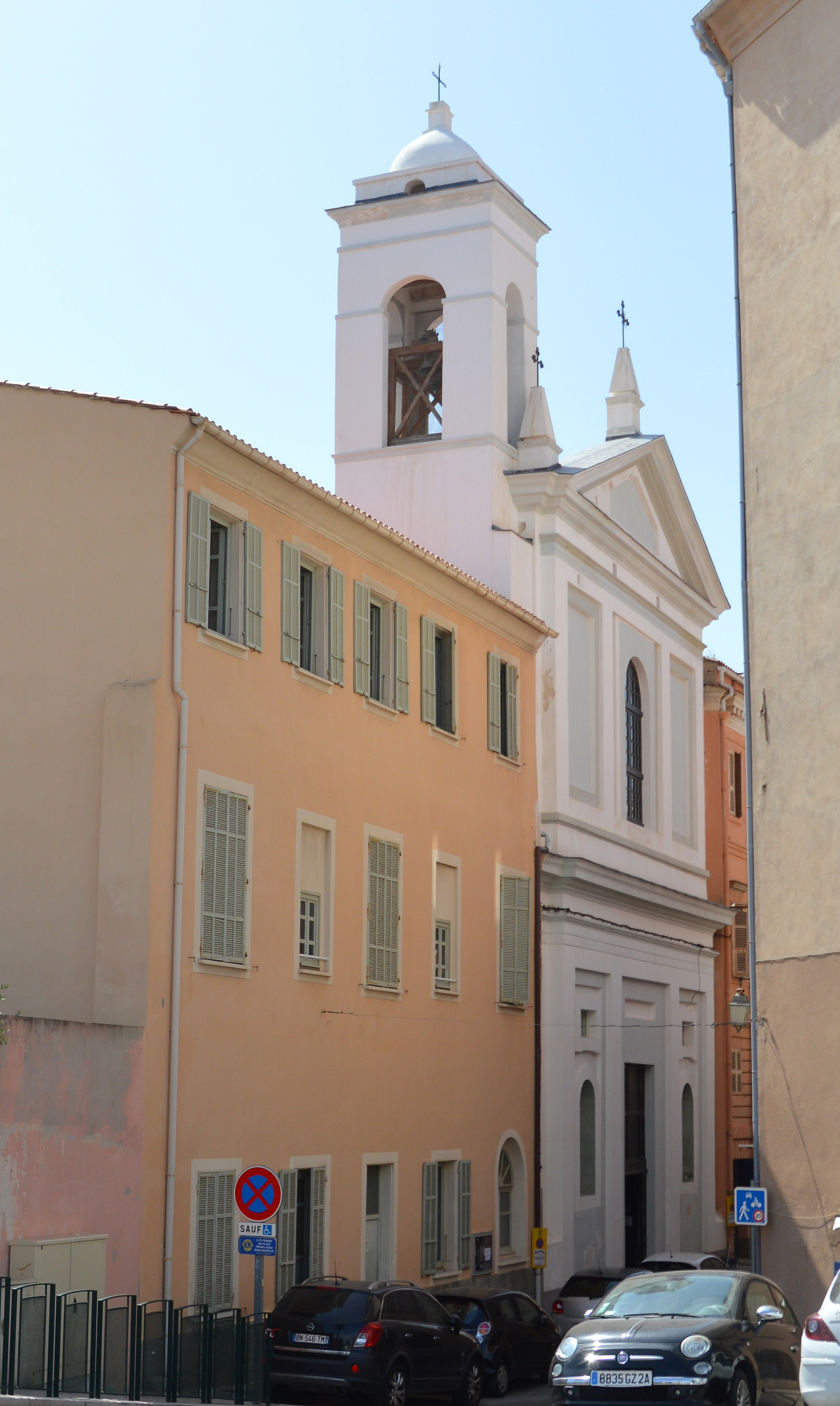
St-Erasme, Blick von Osten, 2018

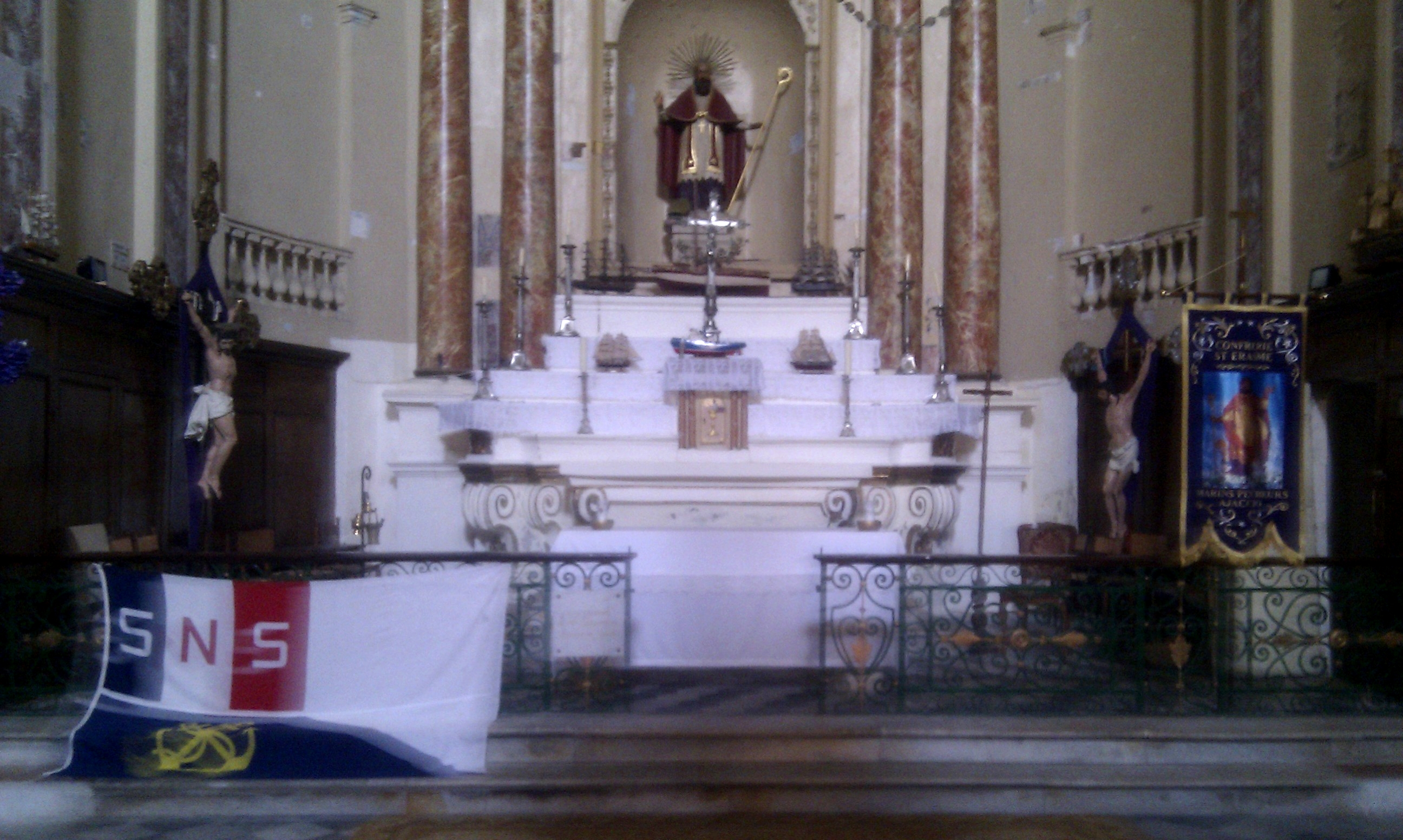
Altar, 2010

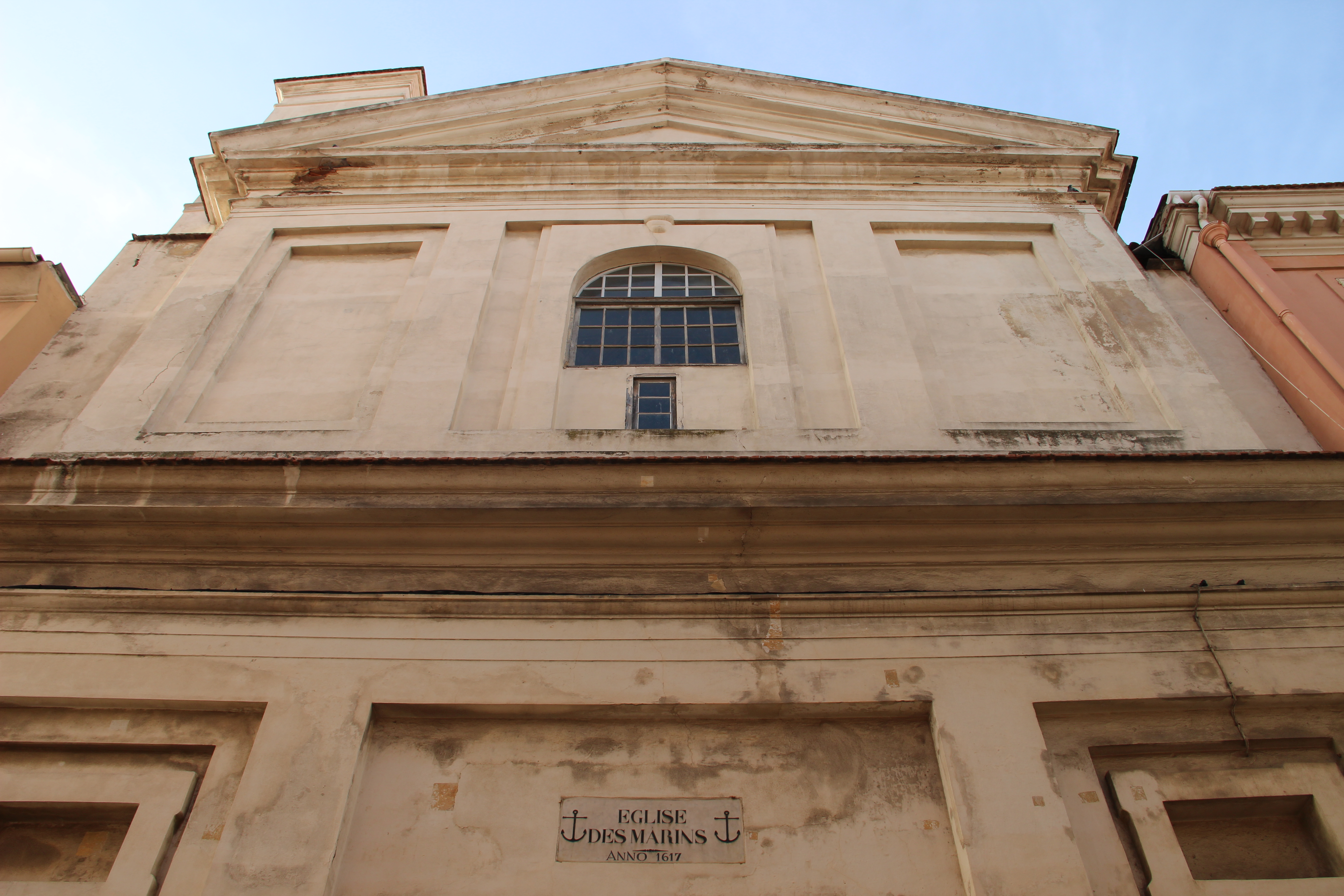
Giebel, 2012

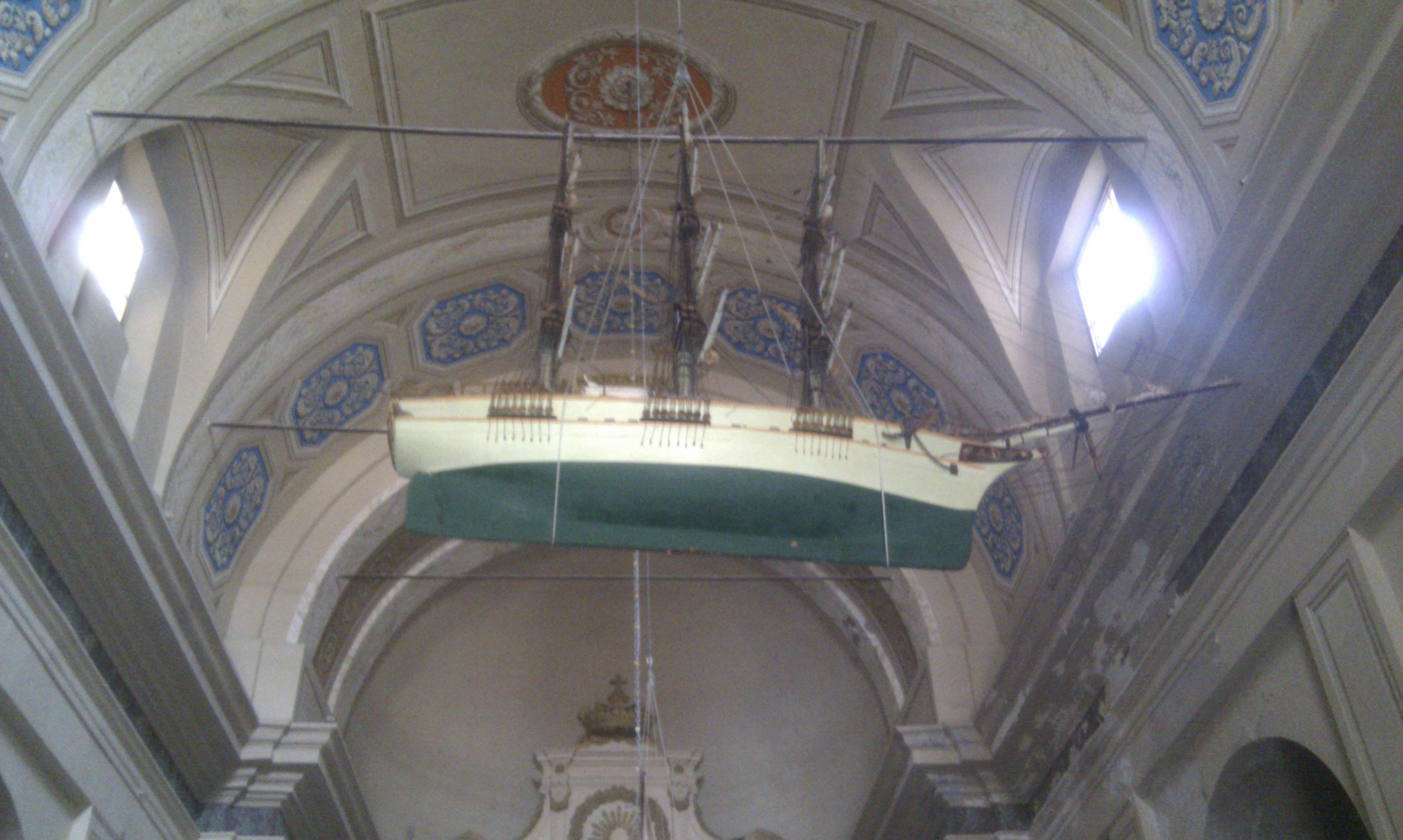
Schiffsmodell im Kircheninneren, 2010

Saint-Erasme ist eine katholische Kirche in Ajaccio, der Hauptstadt der Insel Korsika. Sie gehört zum Bistum Ajaccio.

## Lage
Sie befindet sich in der Altstadt von Ajaccio, auf der Südseite der Rue Forcioli Conti an der Adresse Rue Forcioli Conti 22. Die Straße ist in Geschlossener Bauweise bebaut, so dass auch die Kirche unmittelbar an die Nachbargebäude grenzt.

## Architektur und Geschichte
Die Kapelle wurde im Jahr 1622 durch Jesuiten erbaut. Zunächst war sie dem 1622 heiliggesprochenen Ignatius von Loyola geweiht. 1773 wurden die Jesuiten vertrieben und das Gebäude zunächst durch das Collège Royal genutzt. Nach der Französischen Revolution erfolgte dann eine Nutzung durch die lokale Verwaltung. Ab 1815 wurde sie dann wieder religiös genutzt und dem Heiligen Erasmus von Antiochia geweiht, der als Schutzpatron der Seefahrer gilt.
Das Kirchengebäude ist im Stil des Manierismus gestaltet. Die Fassade ist von flachen Pilastern und Nischen geprägt. Die horizontale Gliederung erfolgt durch breite Gesimse. Bekrönt wird die Fassade von einem Dreiecksgiebel. An der nordöstlichen Ecke erhebt sich ein kleiner Glockenturm.
Vom Kirchenschiff gehen zwei Seitenkapellen ab. Der Chor ist mittels eines Gitters vom Kirchenschiff abgetrennt. Die Ausmalung ist im Stil des Neoklassizismus gestaltet. Im Inneren der Kirche befinden sich entsprechend der Funktion als Seefahrerkirche diverse Modelle und bildliche Darstellungen von Schiffen. Darüber hinaus gibt es in der Kirche eine den Heiligen Erasmus darstellende Statue sowie Prozessionskruzifixe.
Am 5. Januar 1993 wurde die Kirche als Monument historique unter der Nummer PA00099061 eingetragen.